# Parc Jean-Drapeau
Parc Jean-Drapeau är en park i Kanada.   Den ligger i provinsen Québec, i den sydöstra delen av landet, 170 km öster om huvudstaden Ottawa. Parc Jean-Drapeau ligger 11 meter över havet. Arean är 209 kvadratkilometer. Den ligger vid sjöarna  Lac des Cygnes och Mare au Diable.
Terrängen runt Parc Jean-Drapeau är platt.Runt Parc Jean-Drapeau är det mycket tätbefolkat, med 1 411 invånare per kvadratkilometer.. Närmaste större samhälle är Montréal, 4,3 km väster om Parc Jean-Drapeau. 
Runt Parc Jean-Drapeau är det i huvudsak tätbebyggt.